# Kurs do domu
Kurs do domu – debiutancki album wrocławskiego zespołu Orkiestra Samanta wydany w 2002 roku.

## Lista utworów
1. Skrzypki – sł. Wojciech "Broda" Orawski, Dariusz "Macoch" Raczycki; muz. mel. trad.
2. Stary Johnny – sł. i muz. Dariusz "Macoch" Raczycki
3. Stary Żaglowiec – sł. i muz. Dariusz "Macoch" Raczycki
4. Wiało – sł. Dariusz "Macoch" Raczycki; muz. Paweł "Alex" Aleksanderek, Wojciech "Broda" Orawski, Dariusz "Macoch" Raczycki
5. Wspomnienie – sł. Dariusz "Macoch" Raczycki; muz. Paweł "Alex" Aleksanderek
6. Morska Przygoda – sł. Dariusz "Macoch" Raczycki, muz. Rafał "Zielak" Zieliński
7. Irlandzki taniec – sł. Dariusz "Macoch" Raczycki, muz. Rafał "Zielak" Zieliński
8. Ciągnij w górę – sł. Dariusz "Macoch" Raczycki; muz. Paweł "Alex" Aleksanderek
9. Kurs do domu – sł. i muz. Dariusz "Macoch" Raczycki
10. Alabama – sł. Dariusz "Macoch" Raczycki; muz. Paweł "Alex" Aleksanderek
11. Piliśmy – sł. Dariusz "Macoch" Raczycki; muz. Paweł "Alex" Aleksanderek, Wojciech "Broda" Orawski, Dariusz "Macoch" Raczycki
12. Żeglarz Cyganem – sł. Dariusz "Macoch" Raczycki, muz. Dariusz "Macoch" Raczycki, Rafał "Zielak" Zieliński
13. Żegluj łajbo – sł. Dariusz "Macoch" Raczycki; muz. Paweł "Alex" Aleksanderek, Wojciech "Broda" Orawski, Dariusz "Macoch" Raczycki

## Realizacja
- Realizacja nagrań: Studio FONOPLASTYKON we Wrocławiu kwiecień-maj 2002
- Realizacja dźwięku, miks i mastering: Robert Szydło
- Opracowanie graficzne: Wojtek "Siemion" Igielski
- Wydawca: Stowarzyszenie „Nasze Miasto Wrocław”

## Skład zespołu
- Paweł Aleksanderek "Alex": śpiew, gitara
- Alina Korobczak: skrzypce
- Paweł "Puzon" Puzanowski: giatra basowa
- Rafał "Zielak" Zieliński: charango, gitara, mandolina

Gościnnie w nagraniach wzięli udział:

Bartosz "Bongos" Konopka – chórki, Ireneusz "Messalina" Wójcicki – chórki, Michał Lasota – perkusja, Wojciech "Broda" Orawski – mandolina, Robert "Tubas" Tubek – quena, zamponas, tin whistle, fletnia Pana.